# Leo Chiozza Money

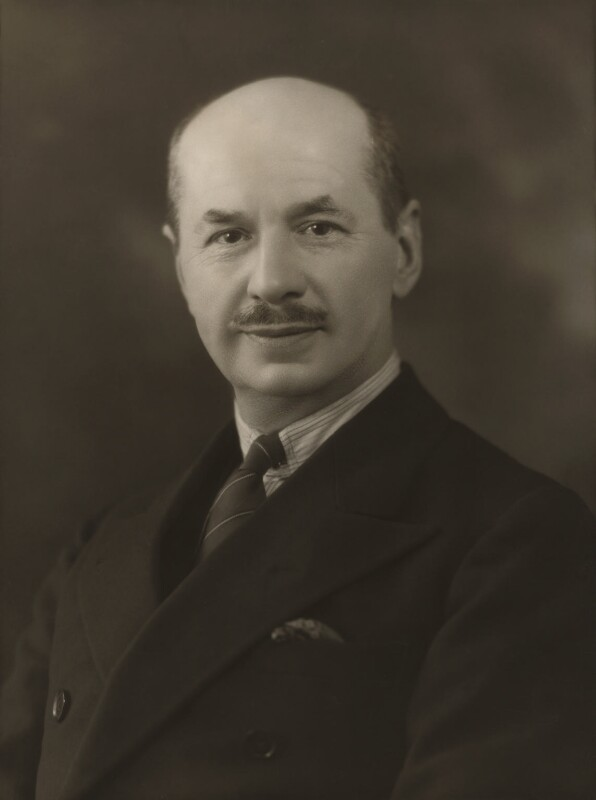
Sir Leo Chiozza Money.

Sir Leo George Chiozza Money (13 de junio de 1870 - 25 de septiembre de 1944), nacido Leone Giorgio Chiozza, fue un teórico económico nacido en Italia que se trasladó a Gran Bretaña en la década de 1890, donde se hizo un nombre como político, periodista y autor. En los primeros años del siglo XX, sus opiniones atrajeron el interés de dos futuros primeros ministros, David Lloyd George y Winston Churchill .  Después de un período como secretario privado parlamentario de Lloyd George, fue ministro de gobierno en las últimas etapas de la Primera Guerra Mundial.  En la vida posterior, el manejo por parte de la policía de un caso en el que él y una joven fueron absueltos de un comportamiento indecente despertó mucho interés político y público, mientras que unos años más tarde fue condenado por un delito referente a otra mujer. 

## Comienzos
Money nació en Génova, Italia. Su padre era anglo-italiano y su madre inglesa.  Fue educado en privado y, en 1903, anglicó en gran parte su nombre, agregando "Money" por lo que el biógrafo de Lloyd George, John Grigg, describió como "razones epónimas ".  Él y su esposa inglesa Gwendoline tuvieron una hija, Gwendoline Doris, nacida en 1896.

## Publicaciones económicas
En Londres, Money se estableció como periodista y destacó especialmente por su uso del análisis estadístico. A veces se le ha referido como un economista "Nuevo Liberal".  Desde 1898 hasta 1902 fue editor en jefe de Henry Sell 's Commercial Intelligence, una revista dedicada a la causa del libre comercio, que Money defendió aún más en sus libros British Trade and the Zollverein Issue (julio de 1902) y Elements of the Fiscal Problem (1903).  Estos fueron oportunos dado el debate político y público cada vez más ferviente sobre la Preferencia Imperial, una causa que llevó a Joseph Chamberlain a renunciar al gobierno conservador de Arthur Balfour en 1903.  Money argumentó que, aunque nadie estaba proponiendo una verdadera "Zollverein británica o Unión Aduanera Imperial ... una nación imperial como la nuestra no puede darse el lujo de beneficiar a las colonias al dar una preferencia arancelaria a sus productos, ya que ... no pueden suministrarlas en suficientes cantidades para apoyar a nuestras industrias y personas".  Su pensamiento parece haber tenido cierta influencia en Winston Churchill, entonces un miembro conservador del Parlamento (MP), quien se pasó al Partido Liberal en 1904, aparentemente debido a sus principios de libre comercio; sin embargo, en una correspondencia posterior con Money, Churchill probablemente exageró el alcance de su influencia.  Aun así, Churchill le dijo a Money claramente en 1914 que él era "un maestro de las estadísticas eficientes y que nadie declara un caso con más originalidad o fuerza" 

#### Las riquezas y la pobreza(1905)
En 1905, Money publicó el trabajo por el que se convirtió en más conocido, Riches and Poverty.  Este análisis de la distribución de la riqueza en el Reino Unido, que revisó en 1912, demostró ser influyente y fue ampliamente citado por los socialistas, los políticos laboristas y los sindicalistas. El futuro primer ministro laborista, Clement Attlee, cuyo gobierno de 1945 a 1951 estableció el estado de bienestar moderno, recordó que, mientras trabajaba en un club de varones en Haileybury, había pasado una tarde estudiando Riches and Poverty. Entre otras cosas, Money afirmó que el 87% de la propiedad privada era propiedad de 883.000 personas (o de 4,4   millones si se incluyeran familias y dependientes), mientras que el 13% restante se compartía entre 38,6 millones. Estos y otros cálculos se impugnaron en ese momento por no tener en cuenta la estructura de edad y la familia, pero se citaron con frecuencia como las mejores cifras disponibles de su tipo.
Money también buscó cuantificar la clase media británica y su riqueza per cápita, calculando que 861.000 personas en 1905 y 917.000 en 1912 poseían propiedades por un valor de entre £ 500 y £ 50.000, aunque, permitiendo cuatro dependientes por propietario, la cifra per cápita fue menos de £ 1,000. En general, sus hallazgos apuntaban al tamaño modesto de la mayoría de las fortunas de la clase media en la época eduardiana, una imagen ampliamente consistente con los cálculos realizados por Robert Giffen y Michael Mulhall en la década de 1880 (aunque Money opinó que la riqueza empresarial se estaba concentrando cada vez más en unas pocas manos, mientras que, hacia fines del siglo XIX, Giffen y otros, como Leone Levi, habían llegado a la conclusión de que esa riqueza se estaba extendiendo más ampliamente).
Alrededor de este tiempo, Money a veces compartía plataformas de la Sociedad Fabiana con pensadores de ideas afines como Sidney Webb y HG Wells.

## Carrera política

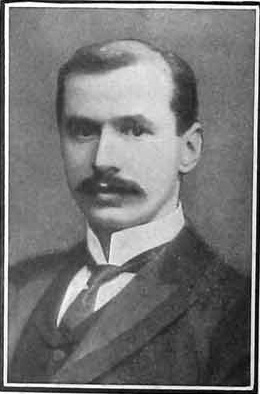
Leo Money, en 1906

En la elección general de 1906, en la que el Partido Liberal obtuvo una victoria aplastante, Money se convirtió en MP liberal para Paddington North.  Un futuro lord canciller conservador, FE Smith (más tarde lord Birkenhead), quien también ingresó al Parlamento en 1906, vertió sarcasmo en los aspectos de libre comercio de la campaña de Money (como hizo con los de otros), afirmando que "con una apreciación infinitamente justa de sus propias limitaciones controvertidas, [Money] se basó principalmente en la exhibición intermitente de salchichas de caballo como un sally ingenioso, elegante y veraz a expensas de la gran nación alemana".
Money perdió su asiento en la elección de enero de 1910, luchó principalmente en el tema del "Presupuesto del Pueblo" entregado por Lloyd George como Canciller del Hacienda en 1909, pero en diciembre de 1910 fue elegido para East Northamptonshire en la segunda elección general de ese año. Ocupó ese asiento hasta 1918. 

### Protegido de Lloyd George

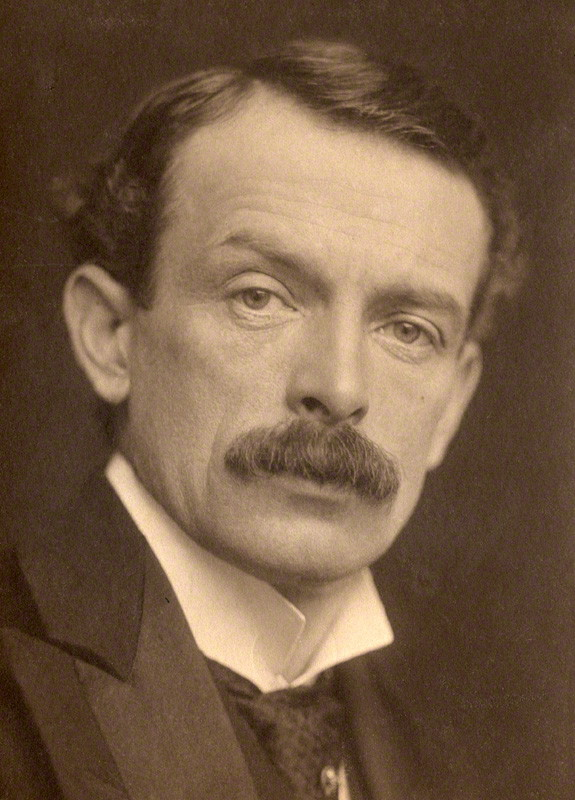
David Lloyd George en 1908

Lloyd George, quien se convirtió en canciller en 1908, valoró la capacidad de Money para desarrollar ideas innovadoras. En 1911, le agradeció específicamente por su "magnífico servicio" en relación con el nuevo plan de seguro nacional y al año siguiente contribuyó con una introducción a su estudio de la Ley y su propósito, publicado como Insurance Versus Poverty. En 1912, Money estuvo activo también en el seguimiento del hundimiento del RMS Titanic, solicitando al Presidente de la Junta de Comercio ( Sydney Buxton ) un desglose anticipado del número de pasajeros salvados por clase y género. Las cifras mostraron, entre otras cosas, que, si bien el 63% de los pasajeros de primera clase habían sobrevivido, solo el 25% en tercera clase lo había hecho, incluyendo solo 16 de 767 hombres en tercera clase.
A pesar de la aparente alineación de Money con Lloyd George, produjo varios artículos a principios de 1914 que llamaron la atención sobre las reducciones en el gasto naval en un momento en que Alemania estaba aumentando ese gasto. Parece haber recibido asistencia privada a este respecto por parte de Churchill, quien para entonces tenía un gran interés como Primer Lord del Almirantazgo. Churchill ofreció aliento halagador a Money, mientras que su oficina le proporcionó varias estadísticas (sin embargo, dejando claro que dichos datos ya estaban disponibles en los documentos publicados ).  Al agradecer a Money sus artículos, Churchill agregó que estaba "guardando las pruebas para alentar al Canciller [ es decir,  Lloyd George] " 
Cuando Lloyd George fue designado ministro de Municiones en 1915, durante la Primera Guerra Mundial, nombró a Money como su secretario privado parlamentario (PPS). Money fue nombrado caballero en el mismo año. 
En diciembre de 1916, Lloyd George reemplazó a Asquith como primer ministro.  Inicialmente, Money fue un Secretario parlamentario (un cargo ministerial subalterno) para las pensiones y el transporte en el gobierno de coalición reorganizado, aunque mantuvo la cartera anterior durante solo dos semanas, y luego afirmó, de manera bastante improbable, que había "redactado el nuevo plan de pensiones para 1917".

### Ministerio de Embarques
Sir Joseph Maclay, un armador escocés que, inusualmente, no se sentó en ninguna de las cámaras del Parlamento, fue el ministro en el nuevo Ministerio de Embarques, por lo que Money fue el portavoz del ministerio en los Comunes con su propio PPS, Thomas Owen Jacobsen). Maclay, quien era él mismo de voluntad fuerte y muy disciplinado, al principio se resistió al encargo de Money, describiéndole a Lloyd George como "muy inteligente, pero imposible, [viviendo] en un ambiente de sospecha y desconfianza de todos - solo satisfecho con él mismo y sus propios puntos de vista ".  Sin embargo, Lloyd George lo mantuvo y los dos hombres parecen haber trabajado en armonía razonable. Entre los logros particulares de Money se encontraba el desarrollo de la política de concentrar los buques mercantes en el Atlántico norte, reduciendo así el riesgo de ataques de submarinos alemanes, que habían sido un problema peligroso cuando habían traído mercancías de todo el mundo.  En el momento de la incursión de Zeebrugge en abril de 1918, el uso de convoyes había contenido en gran medida la amenaza de los submarinos, con todas las tropas de refuerzos estadounidenses que habían llegado a salvo durante los dos meses anteriores.

### Candidato del Partido Laborista y la Comisión Sankey
Después de la guerra, Money abandonó el Partido Liberal por el Laborista, principalmente por cuestiones de nacionalización y redistribución de la riqueza a través de impuestos que, en contraste con la mayoría de los liberales, apoyaba.  También argumentó que se requeriría una inversión sustancial en organización y tecnología para frenar el declive económico y lamentó la falta de compromiso de la coalición con el libre comercio y la intención de aplazar la Regla de Inicio para Irlanda. Money renunció a su cargo en el gobierno poco antes de la llamada elección del "cupón" de 1918 , en la cual, como candidato laborista del sur de Tottenham, perdió por 853 votos al comandante de los conservadores Patrick Malone (quien, debido a diferencias locales sobre su candidatura, no había recibido el cupón de la coalición ). 
Al año siguiente, Money fue miembro de la Comisión Real, dirigida por Sir John Sankey, que examinó el futuro de la industria minera. Fue uno de los tres economistas de la comisión, todos ampliamente favorables a los mineros, los otros eran Sidney Webb y RH Tawney.  Otros fueron nombrados por las empresas y los sindicatos. No se llegó a un acuerdo y, cuando la comisión informó en junio de 1919, ofreció cuatro enfoques separados que iban desde la nacionalización completa hasta la propiedad privada sin restricciones.
Money luchó sin éxito en las elecciones parciales de Stockport para el Partido Laborista en un concurso de siete opciones en 1920. 

## Vida posterior
Money no ocupó cargos ministeriales ni volvió a sentarse en el Parlamento después de 1918. Por lo tanto, cuando Lloyd George fue expulsado como primer ministro en 1922, su carrera política terminó efectivamente a principios de la década de 1920.  Continuó trabajando como periodista financiero y autor, y contribuyó con sus puntos de vista de otras maneras. Por ejemplo, en 1926 (el año de la huelga general), criticó como "absolutamente sin humor" una charla de radio de la BBC en la que el padre Ronald Knox ofreció un relato imaginario de una revolución en Gran Bretaña que incluía la carnicería en St. James's Park, Londres y el estallido de las casas del parlamento.  También publicó libros de poemas.
En su libro, El peligro del blanco (1925), Money abordó temas delicados relacionados con la composición racial de las poblaciones coloniales y las implicaciones de una disminución en la tasa de natalidad blanca europea para su futura gobernanza.  Sostuvo que "las acciones europeas no pueden presumir de tener áreas magníficas por tiempo indefinido, aun cuando las rechacen, y negar su uso y cultivo a las razas que tanto las necesitan".  También enfatizó que "cada ... acto ... que niega el respeto a la humanidad de cualquier raza tendrá que pagarse por cien veces". 
A mediados de la década de 1930, Money parecía mostrar cierta simpatía por los dictadores fascistas en Europa, lamentando en particular la hostilidad de Gran Bretaña hacia la Italia de Benito Mussolini . Poco antes de la invasión italiana de Abisinia en 1935, se correspondió con Churchill, elogiando, entre otras cosas, el tono medido de un discurso en el que Churchill había sostenido que la disputa con Italia no era con Gran Bretaña, sino con la Liga de Las naciones.  Durante la Segunda Guerra Mundial, Money lamentó el bombardeo británico de objetivos no militares en Alemania, citando en 1943 la propia denuncia de Churchill de una "nueva y odiosa forma de guerra" unos pocos meses antes de ser elegido primer ministro en 1940.
Sin embargo, en términos de su perfil público, estas diversas actividades palidecieron hasta ser insignificantes en comparación con dos episodios bastante extraños que involucraron a mujeres jóvenes que pusieron a Money en contacto con la ley. En 1928 fue absuelto de un comportamiento indecente con una mujer en el Hyde Park de Londres en un caso que se convirtió en una causa célèbre y tuvo cierta influencia en el manejo futuro por parte de la policía. Luego, cinco años más tarde, fue declarado culpable de un cargo similar después de un incidente en un compartimiento ferroviario y multado con un total de 50 chelines (£ 2,50). 

### El caso Savidge
En la tarde del día de San Jorge, el 23 de abril de 1928, Money estaba en Hyde Park con la señorita Irene Savidge (más tarde Irene Gentle, 1905 - 26 de marzo de 1985), una radio-probadora de radio de New Southgate en el norte de Londres.  Savidge aparentemente estaba comprometida para casarse. Un agente de policía detectó el intercambio de lo que un historiador social más tarde describió como "un beso bastante casto", pesar de que Money afirmó que le había ofrecido a Savidge consejos sobre su carrera. Ambos fueron arrestados y acusados de comportamiento indecente, pero el caso fue desestimado por el magistrado de la calle Marlborough, que sentenció 10 libras de costas contra la policía.
En el momento de su arresto, Money protestó ante la policía de que "no era el riff-raff habitual" sino "un hombre de sustancia" y, una vez que estaba bajo custodia, se le permitió llamar por teléfono al secretario de Interior, Sir William Joynson-Hicks .  La policía sospechó que su absolución y la de Savidge fue una conspiración del " establishment", lo que llevó al Director de la Fiscalía Pública, Sir Archibald Bodkin, a autorizarles a detener a Savidge para un posterior interrogatorio.  Su interrogatorio posterior, después de haber sido detenida en su lugar de trabajo, duró unas cinco horas y se realizó sin la presencia de una oficial. Entre otras cosas, Savidge tuvo que mostrarle a la policía su falda rosa, cuyo color y brevedad habían notado.
Savidge se quejó de su tratamiento y siguió a un debate de aplazamiento en la Cámara de los Comunes el 17 de mayo de 1928, iniciado por un parlamentario laborista, Tom Johnston.  Joynson-Hicks estableció una investigación pública bajo Sir John Eldon Bankes, un Lord de Apelación retirado, que criticó el excesivo celo de la policía, pero también exoneró a los interrogadores de Savidge por conducta inapropiada. Sin embargo, el caso condujo a reformas en la forma en que la policía trató a las mujeres sospechosas y permitió que varias figuras públicas expresaran su opinión de que la policía debería hacer cumplir la ley y el orden, en lugar de "tratar de ser censores". moral pública".

### Incidente ferroviario y condena.
En septiembre de 1933, Money viajaba en el Ferrocarril del Sur entre Dorking y Ewell cuando, como AJP Taylor lo incluyó en el volumen relevante de la Historia de Inglaterra en Oxford, "nuevamente conversó con una joven". Fue convocado por agarrar a una dependienta llamada Ivy Buxton y besarla en la cara y el cuello.  Cuando Money apareció ante los magistrados de Epsom el 11 de septiembre, recibió una multa de £ 2 por su comportamiento y otros 10 chelines (50p) por interferir con la comodidad de otros pasajeros.

## Publicaciones
- Riquezas y pobreza (1905)
- Una nación asegurada (1912)[44]
- El triunfo de la nacionalización (1920)